# تل الكسرة

## الموقع الجغرافي
يقع تل الكسرة على الضفة اليسرى من نهر الفرات إلى الشمال الغربي من مدينة دير الزور ويبعد عنها حوالي 40 كم. 
الحالة الراهنة للموقع متداعية بشكل كبير بالمقارنة مع الصورة الجوية المأخوذة عام 1934 فنلاحظ مثلا امتداد وادي جديد يقطع السور الشمالي في جداره الغربي، عدة طرق تخترق الأسوار والمدينة، مقبرة حديثة احتلت المنطقة الغربية ضمن الموقع نفسه، لكن الأسوأ من هذا كله حالة النهب التي تعرض لها الموقع وبخاصة أثناء عمليات الدفن في المقبرة الحديثة.

## التسمية والتاريخ
الاسم القديم لهذا الموقع ما يزال مجهولاً ولكن ذكره A.Poidebard باسم (آلان)، نأمل أن تقدم لنا الأبحاث الجارية معلومات جديدة حول الاسم القديم للموقع. حجم هذه المدينة 27 هكتار، السور والبناء المدني للموقع يحملنا على الاعتقاد بأنه مدينة قديمة (polis) ومن الممكن أن يكون تل الكسرة قد شكل موقع مهم بسبب سياسة الإمبراطور جوستنيان الذي أخذ على عاتقه إعادة التشكيل والتنظيم العسكري في المنطقة، حيث أعطى أهمية كبيرة للعمل من أجل تحصين مدن الضواحي من بلاد الرافدين، وعليه فإن الموقع يجب أن يضم ضمن محتواها التاريخي عدة تغيرات بدءاً من القرن الخامس إلى بداية الفترة الإسلامية.

## تاريخ الأبحاث في الموقع
الموقع اكتشف لأول مرة من قبل الإرسالية البريطانية التي كانت مهمتها دراسة المناطق المتوضعة على الفرات والتي قام بهاChesney عام /1849/ حيث ذكر باسم (سور الحُمر).
كما قام بدراسة الموقع ومسحه Ed.Sachau عام /1879/, وكذلك السيدة Gertrude Bill عام/1909/ وقد قامت بتصويره وذكرته تحت اسم (أم الركُوبا), كما أن الموقع مسح فيما بعد عن طريق A.Poidebard خلال فترة الانتداب الفرنسي.
أما نتائج التنقيب التي توصلنا إليها في الموسم الأربعة جاءت لتأكد صحة وجود استيطان بيزنطي بل وجود مدينة عائد للفترة البيزنطية من القرن الخامس زادت أهميتها وشهدت نهضة عمرانية جديدة خلال القرن السادس وذلك من خلال دراسة المدفنين المكتشفين في المنطقة الشمالية الغربية من الموقع استمر استيطان هذه المدينة إلى الفترة الإسلامية.

## وصف الموقع
التل محاط بسور من اللبن النيئ وهو ظاهر في ثلاث جهات ومدمر في الجهة الشمالية الغربية، الثلث الغربي من الموقع وقع تحت تأثير جريان مياه الأمطار وذلك على شكل شبكة من التشققات العميقة التي تستمر بشكل منحدر حتى تتلاقى مع السهل النهري الذي ينخفض بعمق /20م/ عن مستوى سطح التل. يوجد على سطح التل مقبرة حديثة حالياً تقع في القسم الغربي منه.

### السور الشمالي
يمتد على طول/500م/تقريباً. ارتفاعه 1.50 م في الأماكن الكاملة، يتألف من جدارين (أ- ب) على جانبي الزاوية الشمالية الغربية امتدادهما واضح ضمن الصورة المأخوذة عام 1930.
أ – الجدار الشرقي: امتداده مستقيم بطول /350م/ تقريباً، بالقرب الزاوية الشمالية الغربية مدمر بسبب مرور طريق إسفلتي حديث متجه نحو السهل الموجود أسفل الهضبة هذا التدمير ساعد على معرفة بناء التل فيما بعد، يوجد هناك منخفضات ضمن هذا الجدار والتي استخدمت كممرات للعوام من المحتمل أن تكون بوابة قديمة من بوابات المدينة
ب – الجدار الغربي: يمتد 160م هذا الجار كامل بارتفاعات بسيطة مؤلفة من مدماك أو مدماكين من اللبن النيئ مشيدة مباشرة على الأرض الطبيعية للموقع، ضمن الطرف الغربي اللبن تماماً مختفي. يأخذ هذا الجدار شكلاً منحرفاً بشكل طفيف نحو الشمال الغربي ب/70م/ من طرف الوادي، حيث أنه من المحتمل أن يكون برجاً.

### السور الشرقي
طوله/250م/ نلاحظ وجود عدد من التلال الصغيرة والتي قد تكون أبراج.

### السور الجنوبي
وهو أيضاً يضم جدارين الجدار الغربي يأخذ الاتجاه جنوب- غرب طوله250م تقريباً حتى الزاوية الممتدة في المكان الذي يغير السور فيه اتجاهه، حيث أنه من الواضح بالرغم من الحت النهري للمنطقة نرى بأن الزاوية محمية عن طريق برج مستطيل.
4 – السور الغربي بالكامل مدمر.
إذا تل الكسرة موقع محصن بسور من اللبن الطيني والذي يظهر بشكل واضح ضمن طبوغرافية التل، هذا السور الدفاعي يشكل مدينة ذات مخطط خماسي الشكل، هذا السور مدعم بخط دفاعي أمامي عبارة عن خندق محفور ضمن الصخر الطبيعي ويمتد أمام وبمحاذاة الأسوار يمكن تميزه على السطح وخاصة في الصور الجوية القديمة. الجزء الغربي من هذه الأسوار مفقودة لايعرف السبب بعد، ولكن باقي الأسوار من الجهات الشمالية والشمالية الشرقية والشرقية محفوظ بشكل جيد، الدراسة الطبوغرافية سمحت لنا بتخمين وجود ثلاث أبواب، بوابة لكل جزء من أجزاء السور.

## أهم المكتشفات

### بوابة الحصن
اكتشفت في السور الشمالي من خلال السبر C في الموسم 2006, حيث وجدت مكوناتها الحجرية الأساسية وبعض قطع الحديد التي تؤكد أن باب الموقع كان مؤلف من درفتين ومصنوع من الحديد.

### مدافن القطاع E
أ‌-المدفن E1: من خلال أعمال البعثة الوطنية في الموسم 2007تم الكشف في الجهة الشمالية الغربية من التل ضمن الأسوار على هذا المدفن وهو مؤلف من طابقين، الطابق العلوي مبني من الحجر الكلسي الفراتي الأبيض مبلط في بعض الأماكن ببلاطات قرميدية، وظهرت لنا في الطرف الجنوبي من السبر كتلة من الأحجار الكلسية الرخامية على شكل حرف L وهي مؤلفة من أربعة مكعبات من الرخام أبعادها 60×64×40سم.أسفل هذه الأحجار الكلسية اكتشفنا مدخل المدفن الذي يتجه غرب شرق بداخله معزب واحد يتجه شمال شرق.
ب‌-	المدفن E2: في موسم 2008 تم الكشف على مدفن يعتبر من المدافن المهمة من حيث النمط المعماري والمكتشفات التي وجدت في داخله.
وصف المدفن
المدفن شبه مربع، مساحته الكلية 20.75 متر مربع ومحيطه18.23م. ساحته الداخلية شبه مربعة مساحتها 6.53 متر مربع ومحيطها 9.83 م.
-	عرض بوابة المدفن 55 سم ترتفع عن أرضية باحة المدفن الداخلية
-	تلي البوابة مباشرة إلى الداخل عتبة.
-	تليها عتبة عريضة.
-	على جانبي هذه العتبة يوجد معزبين.
-	يلي هذه العتبة باحة المدفن الداخلية تحوي ثلاث معازب موزعة على الجدران الباقية منها المعزبين الغربي والشمالي يمتدان ضمن الكتلة البنائية للجدران حيث أن الفتحة تأخذ شكل قوس وهي مطلية بطبقة رقيقة من الجص من الداخل والخارج. وهناك معزب يقع بمواجهة البوابة. يعتبر المدفن E2 من المدافن الفريدة في المنطقة حيث يختلف في بنيته الإنشائية عن شقيقه الموجود في تل السن، حيث نرى بأن جدران هذا المدفن مبنية من الحجر المغموس (بازلت +جص اسمر) طليت جدرانه بطبقة من الجص الأبيض، ليس له درج واصل إلى البوابة المدفن، ونرى بأن جدار من اللبن يحيط بكامل محيط المدفن ويرتكز على حجر إغلاق البوابة.بالإضافة إلى أنه قد وجد تمثالين نصفيين للشخص مصنوع من الجص بطريق القالب وقد وجدت قاعدة لتثبيت التمثال عليها.وهذا لم يوجد في تل السن.
ج – الحمام ولوحة الفسيفساء:
من خلال عمل البعثة الوطنية الأثرية العاملة في تل الكسرة للموسم الرابع للعام 2009, تم الكشف في المنطقة الشمالية الغربية من التل على بنية معمارية تبين من خلال دراستها بأنه حمام حيث تم الكشف على القاعة الباردة وقد حوت أرضيتها على لوحة فسيفساء جميلة تبلغ مساحتها44.82متر مربع) قسم من هذه اللوحة مفقود، وبلغت مساحة القسم المفقود (11.88متر مربع), يحيط باللوحة إطار على شكل جدائل وهي تمثل حركة التيارات المائية لنهر الفرات مع مشاهد حيوانية (أسماك+بطة+أشكال هندسية)). اللوحة ذات رسوم حيوانية فقد ظهرت خلال المشهد عدة حيوانات وهي من أهم الحيوانات وتبرز أهميتها من خلال وجود بعض الحيوانات التي لم يسبق ظهورها ضمن لوحات الفن البيزنطي المكتشفة (المهر- الفيل) هذا المشهد قسم إلى قسمين الأول:
يصور المهر يقابله حيوان مفترس وهو الضبع بحالة انقضاض وتحتهما حيوان مائي وهو اللقلق وإلى خلف المهر لوحظ وجود جزء من رأس فيل مع خرطومه وأنيابه وما تبقى منه مخرب، ويدل وجود المهر على عراقة منطقة الجزيرة والفرات كونها من الأماكن التي تعيش فيها الخيول العربية الأصيلة مما يدل على أصالة منطقتنا العربية.
القسم الثاني وإلى الأعلى من القسم الأول في الجهة الجنوبية الغربية من اللوحة لوحظ وجود حيوان خرافي من إبداع الفنان البيزنطي يمثل جسد حيوان مفترس له جناحان مع فم عبارة عن منقار لطير جارح ينقض على حيوان أليف تسيل من رقبته الدماء، وإلى جانب الحيوان الأليف نبتة يقابلها جزء لرأس حمار مع قوائمه الأماميتان والباقي مخرب.تعد هذه اللوحة هي الاكتشاف الأول في منطقة الفرات الأوسط السوري ومنطقة الجزيرة بالإضافة بأنه قد تم الكشف عن القاعة الحارة وهي بشكل مسبح يوجد تحت أرضيته فراغ لمرور الهواء الحار والبخار والماء الساخن، من أجل تسخين أرضية المسبح.
ومن خلال دراسة الفخار المكتشف تم تأريخ الحمام إلى الفترة البيزنطية القرن الخامس.
الأعمال الأثرية للبعثة الوطنية السورية والتي جرت أعمالها من عام 2006 وحتى 2009 في السويات البيزنطية من موقع تل الكسرة أكدت لنا وجود مدينة محصنة تعود لهذه الفترة البيزنطية، حيث اتسعت فيها رقعة استيطان الموقع ليصبح مدينة حقيقية، هذه المدينة التي نجهل اسمها القديم حتى الآن. يحد الموقع من الشمال قناة ملاحية تدعى سميراميس (هذه الاسم الذي أطلقه عليها Isidoro de Charax والتي كانت تستخدم للملاحة بين نهر الفرات بالقرب من موقع حلبية ونهر الخابور) أما من جهة الجنوب فيحد الموقع نهر الفرات. 
لعب مجرى نهر الفرات دورا هاما ضمن النظام الدفاعي للحدود الشرقية للإمبراطورية الرومانية ومن ثم البيزنطية والتي تعرف من قبل العلماء بخط الـ Lims أي خط الحدود الشرقي لهاتين الإمبراطوريتين، فقد ضمت هذه الحدود عدد من التحصينات الحدودية، كانت الغاية منها صد الهجمات الناشئة والمتلاحقة من قبل الفرس والساسانيين. الإمبراطور ديوقليسيان (284-305) خص جهود كبيرة لتشييد سلسلة من الحصون ضمن هذه المنطقة الحدودية، والتي شهدت في فترة لاحقة إعادة التدعيم والتقوية على يد الإمبراطور جوستنيان وذلك في وجه الهجمات الشديدة من قبل الفرس. في الواقع فإن تاريخ الولايات الحدودية في منطقة الفرات خلال القرن السادس تميز بوجود سلسلة من المواجهات بين البيزنطيين والفرس وذلك حتى بداية الفتح العربي الإسلامي للمنطقة.
تم توقيع اتفاقية سلام عام 532 (والذي عرف بالسلام الأبدي) بين البيزنطيين والفرس بعد تقدم قوات الفرس عام 531 واختراقها للمنطقة بالقرب من Circesium (مدينة البصيرة اليوم) ومن ثم صعود قواتها لوادي الفرات الأوسط، إلا أن خرق هذه الاتفاقية من قبل كوسروس عام 540 دفع بالإمبراطور جوستنيان إلى تخصيص جهود كبيرة لإصلاح التنظيم العسكري وإعادة تقوية النظام الدفاعي على الحدود الشرقية من إمبراطوريته، هذا المشروع الضخم وصلنا صداه عن طريق المؤرخين القدماء مثل Césarienne في بداية كتابه الثاني والمعروف بالـ Aedificiis ، إلى جانب المؤرخين نجد الآثاريين الذين قدموا لنا دلائل هامة عن تلك المواقع والتحصينات الحدودية والتي نذكر منها: حلبية، زلبية، طابوس، الكسرة وغيرها، كل هذه المواقع كانت نتيجة للسياسة التي اتبعها الإمبراطور جوستنيان في إعادة التنظيم العسكري لمدن الولايات الحدودية في منطقة وادي الفرات الأوسط، Osrhoena et d’Eufratesia . 
يمكن فهم التطور التاريخي للمدينة البيزنطية في تل الكسرة ضمن المحتوى التاريخي لمنطقة الحدود الشرقية للإمبراطورية البيزنطية من القرن السادس الميلادي وحتى الفتح الإسلامي، طبيعة الموقع وتوضعاته الطبقية تجعل منه موقعا مميز لمعرفة النظام الدفاعي ونموذج الحياة والتنظيم الاجتماعي_الاقتصادي والمعتقدات الدينية لمجموعة مسيحية من وادي الفرات الأوسط السوري.